# Lola de Valence
Lola de Valence is een schilderij van Édouard Manet uit 1862. Hij schilderde het in het begin van zijn carrière toen hij veelvuldig Spaanse thema's uitwerkte. Sinds 1986 maakt het deel uit van de collectie van het Musée d'Orsay in Parijs.

## Voorstelling
Lola Melea, bijgenaamd Lola de Valence (Lola uit Valencia), was de ster van de Spaanse balletgroep van Mariano Camprubi. Van 12 augustus tot 2 november 1862 trad deze groep op in de Hippodrome in Parijs, tot groot enthousiasme van Manet en zijn vrienden Baudelaire en Zacharie Astruc. Manet haalde de groep over voor hem te poseren in het atelier van Alfred Stevens, die een grote ruimte tot zijn beschikking had. Dit leidde tot een kleine serie schilderijen en etsen, waaronder Het Spaanse ballet en Lola de Valence.
De danseres is afgebeeld in Andalusisch kostuum met een wit-doorzichtige mantilla, die afgezet is met rood passement. De zwarte japon met bloemen in felle kleuren, die slechts schetsmatig zijn weergegeven, contrasteert sterk met de witte mantel.
Tijdens de eerste tentoonstelling van het schilderij in 1863 was aan de lijst van het schilderij een kwatrijn van Baudelaire bevestigd.

Entre tant de beautés que partout on peut voir,
Je comprends bien, amis, que le désir balance;
Mais on voit scintiller en Lola de Valence
Le charme inattendu d'un bijou rose et noir.

(Tussen zoveel schoonheden die overal te zien zijn// Begrijp ik goed, vrienden, dat het verlangen soms aarzelt // Maar in Lola de Valence zie je schitteren // de onverwachte charme van een roze en zwart juweel)
— Charles Baudelaire (1863)

De wat mannelijke uitstraling van de danseres en de kleuren van haar kleding zijn moeilijk te rijmen met deze regels. Een gedeeltelijke verklaring kan liggen in het feit dat Baudelaire Het Spaanse ballet voor ogen had toen hij het gedicht schreef. Op dat schilderij draagt Lola inderdaad een roze en zwarte jurk.
Zowel het schilderij als het kwatrijn konden rekenen op afkeurende reacties, een voorafschaduwing van de rel die Manets Olympia later zou veroorzaken. Paul Mantz, een criticus van de Gazette des Beaux-Arts, noemde het schilderij een karikatuur van kleur en niet-kleur.
Oorspronkelijk was de danseres afgebeeld tegen een neutrale achtergrond. Niet lang na een tentoonstelling in 1867 schilderde Manet de achtergrond over, waarbij hij het doek ook vergrootte. Nu is de achterkant van het decor en een klein deel van een theater met publiek te zien. Omdat de optredens in het hippodroom in de buitenlucht plaatsvonden, kan dit niet de werkelijk situatie in 1862 weergeven.

## Herkomst
- 18 november 1873: de verzamelaar Jean-Baptiste Faure koopt het werk voor 2.500 frank van de kunstenaar.
- het schilderij komt in handen van de handelaren Camentron en Martin in Parijs
- juli 1893: verkocht aan graaf Isaac de Camondo, Parijs voor 15.000 frank.
- 1911: nagelaten aan het Musée du Louvre, waar het vanaf 1914 tentoongesteld wordt.
- 1947: overgebracht naar de Galerie nationale du Jeu de Paume
- 1986: overgebracht naar het Musée d'Orsay

## Afbeelding

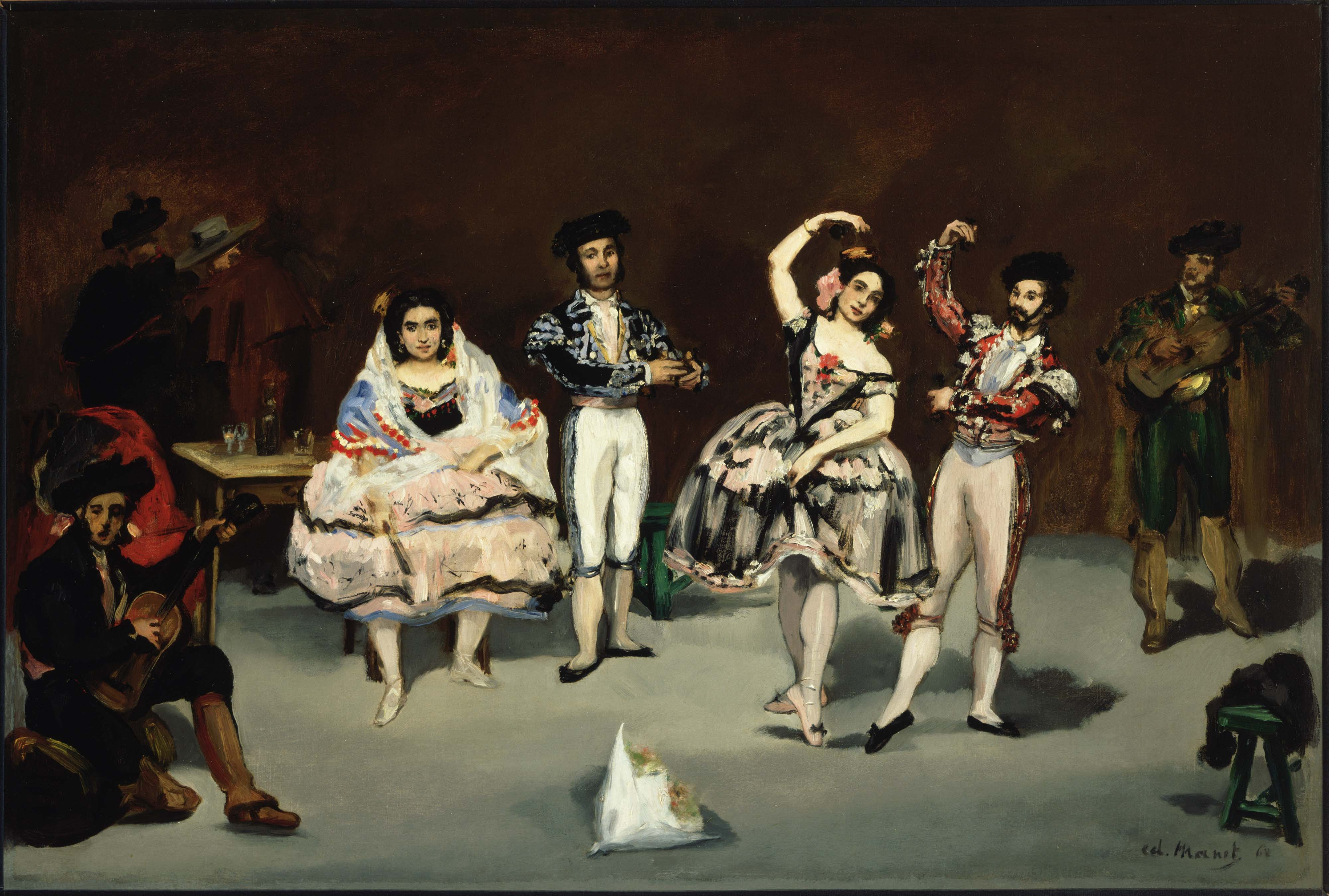
Het Spaanse ballet (1862)